# 吴夫向
吴夫向（1924年10月—2017年10月27日），山西临汾人，中国人民解放军将领。

## 生平
1937年10月入伍，1937年11月加入中国共产党。历任学员、宣传员、宣传队分队长兼文书、指导员、教导员、科长、宣传部副部长，副主任、主任、训练部副部长，军事科学院政治工作研究室研究员、军事技术直观教研馆政治处主任、军事科学院政治部副主任等职。2017年10月27日在北京逝世，享年93岁。